# TEIN
 (septembre 2020).
Si vous disposez d'ouvrages ou d'articles de référence ou si vous connaissez des sites web de qualité traitant du thème abordé ici, merci de compléter l'article en donnant les références utiles à sa vérifiabilité et en les liant à la section « Notes et références ».
TEIN (acronyme de l'anglais : Trans-Eurasia Information Network, Réseau d'information trans-Eurasie), devenu ensuite TEIN2, puis TEIN3 est un réseau pan-asiatique et s'étendant également sur la plus large région Asie-Pacifique, de recherche et éducation. Il inclut Brunei, la Chine, l'Indonésie, le Japon, la Corée, la Malaisie, les Philippines, Singapour, la Thaïlande et le Vietnam. C'est une extension du réseau TEIN,.
Il est également connecté avec l'Europe via une liaison maritime passant par la Mer rouge, ainsi que l'Australie et l'Amérique du Nord.